# Adelchis I de Spoleto
Adelchis I sau Adelgis I a fost duce de Spoleto între anii 824 și 834.
Înainte de a fi numit în Spoleto, Adelchis fusese conte de Parma în anii '30 ai secolului al IX-lea, de Cremona după 841 și în cele din urmă de Brescia. El a devenit duce de Spoleto ca fiu al lui Suppo I de Spoleto. Aria sa acțiune s-a concentrat cu precădere în Aemilia și în partea de răsărit a Lombardiei.